# 大林乡 (原平市)
大林乡，是中华人民共和国山西省忻州市原平市下辖的一个乡镇级行政单位。

## 行政区划
大林乡下辖以下地区：
下大林村、上大林村、南大林村、魏家庄村、定丰庄村、敬家庄村、向阳村、下申村、上申村、西会村、迎新村、磨脑村、干柳沟村、土黄沟村、黄道村、黄牛村、田巨坪村、西神头村、保城庄村、上连狄村、任家沟村、新野庄村、下连狄村、北苏鲁村、中苏鲁村和南苏鲁村。